# モハメド・サンコー
モハメド・サンコー（Mohamed Sankoh, 2003年10月16日 - ）は、オランダ・南ホラント州・レイスウェイク出身のサッカー選手。エールディヴィジ・SBVフィテッセ所属。ポジションはFW。

## クラブ経歴
スパルタ・ロッテルダムのユースを経て、2018年にストーク・シティFCと契約。加入後U-18リーグに登録され、2018-19シーズンは10試合6ゴール。更に2019-20シーズンも同リーグでゴールを量産し、プレミアリーグ2 (U-23リーグ)に昇格。ユース世代のオランダ代表でも活躍していたこともあり、チェルシーFCや、トッテナム・ホットスパーFCにACミランなどがサンコーに熱視線を送る中、2020年8月にVfBシュトゥットガルトが、サンコーの獲得に迫っていると報じられた。同月9日にシュトゥットガルトと5年契約を締結。加入後4部リーグに属するチームIIに送られ、そこでもゴールを量産。12月19日のTSVショット・マインツ戦では4ゴールを記録。2020-21シーズンはチームIIで15試合9ゴールを決め、2021年4月に17歳でトップチームに昇格。同月25日のRBライプツィヒ戦でブンデスリーガデビューを果たした。
更なる飛躍が期待された2021-22シーズン開幕戦のSpVggグロイター・フュルト戦で、後半20分より起用されるも、ファーストプレーで相手GKのサシャ・ブルヒャートと激突。その際に右足に頻度の重傷を負い、診断の結果全治まで約1年を要すると判明。よってサンコーの2021-22シーズンは僅か4分で終了してしまった。
2022年7月22日、SBVフィテッセへレンタル移籍。

## 代表経歴
2019年にアイルランドで開催されたUEFA U-17欧州選手権に、U-17のオランダ代表で出場し、優勝を経験した。

## 人物
- サンコーの一家はシエラレオネにルーツを持っており、同国の国籍も所有している。